# Episodi di American Gods (seconda stagione)
La seconda stagione della serie televisiva American Gods, composta da otto episodi, è stata trasmessa sul canale statunitense Starz dal 10 marzo al 28 aprile 2019.
In Italia gli episodi sono stati pubblicati il giorno successivo su Prime Video.
| nº | Titolo originale             | Titolo italiano              | Prima TV USA   | Pubblicazione Italia |
| -- | ---------------------------- | ---------------------------- | -------------- | -------------------- |
| 1  | House on the Rock            | House on the Rock            | 10 marzo 2019  | 11 marzo 2019        |
| 2  | The Beguiling Man            | The Beguiling Man            | 17 marzo 2019  | 18 marzo 2019        |
| 3  | Muninn                       | Muninn                       | 24 marzo 2019  | 25 marzo 2019        |
| 4  | The Greatest Story Ever Told | The Greatest Story Ever Told | 31 marzo 2019  | 1º aprile 2019       |
| 5  | The Ways of the Dead         | The Ways of the Dead         | 7 aprile 2019  | 8 aprile 2019        |
| 6  | Donar the Great              | Donar the Great              | 14 aprile 2019 | 15 aprile 2019       |
| 7  | Treasure of the Sun          | Treasure of the Sun          | 21 aprile 2019 | 22 aprile 2019       |
| 8  | Moon Shadow                  | Moon Shadow                  | 28 aprile 2019 | 29 aprile 2019       |

## House on the Rock
- Titolo originale: House on the Rock
- Diretto da: Christopher J. Byrne
- Scritto da: Jesse Alexander e Neil Gaiman

### Trama
Dopo lo scontro avvenuto alla tenuta di Ostara, Technical Boy porta di corsa Mr. World - gravemente ferito da Wednesday - in un bunker chiamato "Rovo Nero": il capo dei Nuovi Dèi gli ordina quindi di trovare Media e di pazientare finché la loro strategia non sia ultimata. Il giorno successivo Shadow, Laura, Sweeney e Wednesday giungono ad House on the Rock, nel Wisconsin, una bizzarra tenuta kitsch che sorge in un luogo particolarmente favorevole per l'energia che emana: qui si tiene la riunione tra i Vecchi Dèi a cui partecipano tra gli altri Salim, Jinn, Mr. Nancy, Mama-ji, Bilquis, Chernobog e Zorya Vechernyaya. Grazie ad una particolare giostra presente nella tenuta Shadow riesce a scorgere il vero aspetto degli dèi e li convince a sposare la causa del suo datore di lavoro; terminato l'incontro gli dèi festeggiano con un banchetto in una tavola calda ma Bilquis, senza dare nell'occhio, utilizza il cellulare datole da Technical Boy per rivelare a Mr. World la loro posizione: questi ordina ad un suo sottoposto di attaccare e un cecchino comincia quindi a far fuoco sul locale. Shadow si precipita fuori e affronta il tiratore ma poco dopo viene rapito; terminata la sparatoria, Odino e Chernobog si rendono conto che Zorya è stata ferita a morte, il che scatena la loro ira.

## The Beguiling Man
- Titolo originale: The Beguiling Man
- Diretto da: Frederick E.O. Toye
- Scritto da: Tyler Dinucci e Andres Fischer-Centeno

### Trama
Shadow si risveglia in un convoglio dove viene torturato da un alleato dei Nuovi Dèi, Mr. Town, che ha il compito di scoprire perché Wednesday sia così interessato a lui; durante le torture l'ex galeotto ha dei flashback sul suo arrivo in America e sua madre. Mentre Chernobog si occupa dell'addio a Zorya e Mama-ji accorda il suo supporto a Wednesday, quest'ultimo invia Ifrit a recuperare la sua lancia Gungnir e Salim lo accompagna; Laura convince Sweeney ad aiutarla a salvare Shadow mentre Wednesday e Mr. Nancy se ne vanno insieme. Nel frattempo Mr. World cerca di convincere Bilquis a passare dalla sua parte, dato che i Vecchi Dèi la considerano ormai una traditrice, mentre Technical Boy riesce a scovare Media - o quanto meno la sua essenza - e le concede ancora un po' di tempo per tornare da Mr. World. Infine, grazie anche all'aiuto di Wednesday, che sacrifica la sua auto Betty per fermare il treno, Sweeney e Laura riescono ad arrivare a Shadow.

## Muninn
- Titolo originale: Muninn
- Diretto da: Deborah Chow
- Scritto da: Heather Bellson

### Trama
Dopo l'impatto con il treno (a cui Betty sopravvive) Wednesday e Sweeney portano Laura da Ibis per farla ricucire lasciando Shadow da solo, in quanto il primo si dice sicuro che ce la farà: quando è di nuovo in condizione di muoversi, Odino la convince a seguirlo da Argo, l'antico dio della sorveglianza, mentre il leprecauno tenta inutilmente di farla partire con lui alla volta di New Orleans. Nel frattempo al covo dei Nuovi Dei si presenta la nuova Media, che viene incaricata da Mr. World di accompagnare Technical Boy da Argo: giunti sul posto Media convince quest'ultimo a fondersi con lei ma, durante il procedimento, Laura uccide Argo con l'arma datale da Wednesday, ottenuta dai due nelle precedenti prove superate nei ricordi di Argo, mentre Technical Boy si limita a sfidare Wednesday a parole; ucciso Argo Laura ritorna in vita e Wednesday finalmente le dimostra che in realtà lei non ha bisogno di Shadow così come lui non ha bisogno della "nuova" Laura. Mentre Salim e Ifrit riescono a farsi consegnare Gungnir dal dio pellerossa Iktomi, che dona loro anche un germoglio, Shadow si sveglia e incontra Sam, una ragazza che decide di accompagnarlo a Cairo (città che i corvi di Wednesday hanno suggerito a Shadow) dove infine giunge alla tenuta di Ibis e si ricongiunge a Wednesday. Sweeney infine, nonostante la sua sfortuna, riesce a trovare un passaggio per New Orleans.

## The Greatest Story Ever Told
- Titolo originale: The Greatest Story Ever Told
- Diretto da: Stacie Passon
- Scritto da: Peter Calloway e Aditi Brennan Kapil

### Trama
Grazie ad un flashback viene mostrata la storia di un ragazzo che, dopo aver scelto la tecnologia al posto della passione per la musica che il padre ha tentato di trasmettergli, diviene amico di Technical Boy. Shadow, mentre dorme a casa di Mr. Ibis, sogna di passare la notte con una donna misteriosa (la dea gatta sorella di Ibis) e la mattina si sveglia senza più alcuna ferita; su ordine di Wednesday, Ibis mente a Shadow dicendogli di non sapere dove sia Laura mentre Mr. Nancy tenta di convincere Bilquis e Thot a passare dalla loro parte. Nel frattempo Mr. World, ormai ristabilitosi, ordina violentemente a Technical Boy di creare una rete alternativa a quella del defunto Argo e questi si reca quindi dal suo vecchio amico visto all'inizio, che tuttavia viene ammaliato da New Media. Wednesday conduce quindi Shadow a St. Louis per incontrare il dio Denaro e i due vengono raggiunti da Mr. World: Denaro tuttavia rifiuta entrambe le loro offerte ritenendole troppo rischiose.

## The Ways of the Dead
- Titolo originale: The Ways of the Dead
- Diretto da: Salli Richardson-Whitfield
- Scritto da: Rodney Barnes

### Trama
Wednesday lascia Shadow con Ibis e si ricongiunge a Ifrit e Salim, che gli consegnano la sua lancia Gungnrir; i tre si recano quindi dal re dei nani Alviss per farla riparare, ma questi rivela loro che l'arma ha perso il suo potere perché le rune in essa si sono consumate e che quindi devono rivolgersi a Dvalin. Nel frattempo Laura raggiunge Sweeney a New Orleans e insieme si recano da Baron Samedi e Madame Brigitte, due spiriti Loa, che attraverso un rituale sessuale portano la ragazza ad un passo dal tornare in vita, ma la pozione che elaborano necessita ancora di un ingrediente: due gocce di sangue intrise d'amore. Shadow, nel frattempo, è vittima delle visioni riguardanti William "Froggy" Jones, lo spirito di un ex schiavo che infesta la casa di Ibis animato dall'odio verso gli altri afroamericani per non averlo salvato dalla sua orrenda fine: lo spirito entra quindi nel corpo di Shadow per esternare il suo odio durante un funerale e Nancy, conoscendo la sua storia, accusa Ibis e Jacquel di rimanere neutrali verso la guerra di Wednesday perché la maledizione di Jones gli fornisce cadaveri senza sosta. Intanto il germoglio di Iktomi, innaffiato con la sua stessa urina da Wednesday, sta rapidamente crescendo per divenire Yggdrasill, l'Albero del Mondo.

## Donar the Great
- Titolo originale: Donar the Great
- Diretto da: Rachel Talalay
- Scritto da: Adria Lang

### Trama
Wednesday e Shadow raggiungono i nani Dvalin e Sindri nel centro commerciale sorto su quella che era una volta la loro dimora per chiedere loro di rianimare le rune di Gungnir, ma quest'ultimo rivela che solo l'oggetto più venerato del centro (una giacca di pelle appartenuta a Lou Reed) può ridare a Dvalin la sua abilità: i due, con uno stratagemma, riescono a consegnare ai nani la giacca e le rune di Gungnir vengono riattivate, provocando una tale ondata di potere che persino Mr. World e New Media riescono ad avvertirla dal loro covo decidendo quindi di accelerare i tempi. Una serie di flashback mostra invece quello che è stato il destino del possente Donar, nome adottato in America dal figlio di Odino Thor: pochi anni prima della seconda guerra mondiale questi era l'attrazione principale della compagnia di burlesque gestita dal padre e Mr. Nancy ed era innamorato ricambiato di Columbia (la personificazione degli Stati Uniti); un giorno venne avvicinato da dei simpatizzanti dei nazisti che gli chiesero di diventare il loro campione in una serie di gare di sollevamento pesi: Wednesday, credendo che in questo modo il vecchio culto potesse trovare nuova linfa, spinse il figlio ad accettare la proposta dei nazisti e Columbia quella di Technical Boy. Le cose andarono bene finché a Donar fu chiesto di perdere contro il campione tedesco: il dio rifiutò categoricamente e suo padre, con uno stratagemma, riuscì a isolarlo dall'amata; i due si scontrarono e Thor mandò in frantumi Gungnir prima di andarsene, ma poco tempo dopo si tolse la vita. Wednesday rivela quindi a Shadow che tra lui e Donar vi sono molte somiglianze e che il suicidio è l'unica morte da cui un dio non può risorgere.

## Treasure of the Sun
- Titolo originale: Treasure of the Sun
- Diretto da: Paco Cabezas
- Scritto da: Heather Bellson

### Trama
Mentre Laura decide di tornare alla tenuta di Ibis dopo aver parlato con Mama-ji, Shadow trova Sweeney svenuto sotto un ponte e lo aiuta a tornare alla tenuta: qui Wednesday ha appena riforgiato Gungnir usando un ramo di Yggdrasill e la consegna al suo uomo di fiducia. Sweeney, intanto, è vittima di una serie di visioni sul suo passato, quando ancora era il re delle divinità primordiali dell'Irlanda prima di scappare dalla battaglia contro i cristiani abbandonando il suo regno, sua moglie e la sua sanità mentale dopo aver ucciso Odino in battaglia. Durante la cena Sweeney decide di liberarsi dal giogo di Wednesday e fa per prendere Gungnir: Shadow glielo impedisce e tra i due scoppia una lotta, durante la quale il leprecauno rivela all'ex galeotto che Odino gli ordinò di realizzare l'incidente in cui Laura perse la vita e di aver fatto sesso con lei a New Orleans per mostrargli i suoi inganni. Shadow si rivolge allora a Wednesday per chiedergli se ciò fosse vero e Sweeney ne approfitta per lanciargli contro Gungnir: Shadow la afferra al volo e trafigge Sweeney a morte, ma questi, prima di spirare, fa sparire la lancia nell'Orda, il luogo nel quale nasconde i suoi tesori e le sue monete.

## Moon Shadow
- Titolo originale: Moon Shadow
- Diretto da: Christopher J. Byrne
- Scritto da: Aditi Brennan Kapil e Jim Danger Gray

### Trama
Dopo che Wednesday lascia la tenuta, Shadow si addormenta nel cimitero: al suo risveglio Laura cerca di spiegargli le sue ragioni, ma lui la allontana dopo averle rivelato di aver ucciso Sweeney, cosa che la spinge a decidere di uccidere Wednesday; nel frattempo Xie, l'amico di Technical Boy, lo aiuta a rinascere con nuovi poteri grazie ai quali lui e New Media riescono a manipolare l'informazione pubblica in modo da far passare Shadow, Wednesday e Salim come terroristi e creare il caos. La polizia raggiunge quindi la tenuta di Ibis e mentre Salim fugge con Jinn, Shadow rimane intrappolato in Yggdrasill dopo essere stato sottoposto ad un rituale da Bilquis: grazie ad esso scopre di essere figlio di Wednesday e quindi un semi-dio e, usando i suoi poteri, riesce a far sparire la polizia; successivamente, dopo aver tentato di allontanarsi dalla città su un pullman, scopre di avere una nuova identità mentre Laura lascia Cairo con il cadavere di Sweeney sulle spalle.